# Kanton Montrésor
Der Kanton Montrésor war bis 2015 ein französischer Wahlkreis im Arrondissement Loches, im Département Indre-et-Loire und in der Region Centre-Val de Loire; sein Hauptort war Montrésor.
Der Kanton Montrésor war 373,78 km² groß und hatte 5650 Einwohner (Stand: 2012).

## Gemeinden
Der Kanton umfasste zehn Gemeinden:
| Gemeinde             | Einwohner Jahr | Fläche km² | Bevölkerungsdichte | Code INSEE | Postleitzahl |
| -------------------- | -------------- | ---------- | ------------------ | ---------- | ------------ |
| Beaumont-Village     | 280 (2013)     | –          | – Einw./km²        | 37023      | 37460        |
| Chemillé-sur-Indrois | 212 (2013)     | –          | – Einw./km²        | 37069      | 37460        |
| Genillé              | 1591 (2013)    | –          | – Einw./km²        | 37111      | 37460        |
| Le Liège             | 348 (2013)     | –          | – Einw./km²        | 37127      | 37460        |
| Loché-sur-Indrois    | 550 (2013)     | –          | – Einw./km²        | 37133      | 37460        |
| Montrésor            | 345 (2013)     | –          | – Einw./km²        | 37157      | 37460        |
| Nouans-les-Fontaines | 792 (2013)     | –          | – Einw./km²        | 37173      | 37460        |
| Orbigny              | 756 (2013)     | –          | – Einw./km²        | 37177      | 37460        |
| Villedômain          | 127 (2013)     | –          | – Einw./km²        | 37275      | 37110        |
| Villeloin-Coulangé   | 644 (2013)     | –          | – Einw./km²        | 37277      | 37460        |